# Microcreagris abnormis
Microcreagris abnormis es una especie de arácnido del orden Pseudoscorpionida de la familia Neobisiidae.

## Distribución geográfica
Se encuentra en India.